# Gizem Girişmen
Gizem Girişmen (Ankara, 25 de noviembre de 1981) es una deportista turca que compitió en tiro con arco adaptado. Ganó una medalla de oro en los Juegos Paralímpicos de Pekín 2008 en la prueba recurvo individual (clase W1/W2).

## Palmarés internacional
| Juegos Paralímpicos | Juegos Paralímpicos | Juegos Paralímpicos | Juegos Paralímpicos      |
| Año                 | Lugar               | Medalla             | Prueba                   |
| ------------------- | ------------------- | ------------------- | ------------------------ |
| 2008                | Pekín (China)       | Medalla de oro      | Recurvo individual W1/W2 |